# Jeffrey John Wolf
Jeffrey John Wolf, comunemente abbreviato in J.J. Wolf, (Cincinnati, 21 dicembre 1998) è un tennista statunitense.
Attivo quasi esclusivamente in singolare, ha raggiunto una finale nel circuito maggiore al Firenze Open 2022 e ha vinto alcuni tornei dell'ATP Challenger Tour. Il suo miglior risultato in una prova del Grande Slam è il quarto turno raggiunto agli Australian Open 2023 e si è spinto fino al 39º posto del ranking ATP nel febbraio di quello stesso anno.

## Carriera

### Circuito ITF juniores e campionati dei college statunitensi
Fa il suo esordio nell'ITF Junior Circuit nel marzo 2015 e il primo anno gioca esclusivamente in tornei americani, conquista il primo titolo in giugno in un torneo di Grade 4 statunitense. Nel gennaio successivo vince il suo secondo e ultimo titolo juniores ITF in un Grade 1 in Costa Rica. In aprile entra nella squadra di tennis dell'Università statale dell'Ohio, il mese dopo fa la sua prima esperienza in Europa raggiungendo la semifinale in un Grade 1 italiano e a fine torneo sale al 18º posto della classifica mondiale, che rimarrà il suo miglior ranking ITF Junior. Subito dopo arriva nei quarti in doppio al Trofeo Bonfiglio, il suo primo risultato di rilievo in un torneo di Grade A. Arriva nei quarti in doppio anche al successivo Roland Garros juniores, che sarà il suo miglior risultato in una prova dello Slam di categoria. Non ottiene altri risultati di rilievo e a settembre chiude la sua esperienza nei tornei ITF Junior agli US Open, dove non va oltre il terzo turno in singolare.
Inizia quindi la carriera nei campionati dei college statunitensi con l'Ohio State University. Sempre nel 2016 vince in coppia con  John Mcnally il Campionato nazionale Junior di doppio dell'USTA (la Federazione tennistica statunitense) e guida Ohio State a vincere la Big Ten Conference, risultato che gli vale il premio come esordiente dell'anno nella Big Ten. Nel 2017 raggiunge la finale in singolare nel Campionato nazionale Junior USTA e Ohio State si riconferma campione nella Big Ten Conference. L'anno successivo vince 45 dei 48 match giocati, diventa il nº 1 nel ranking della Intercollegiate Tennis Association e Ohio State si conferma campione Big Ten, la sua grande stagione viene premiata nell'aprile 2019 con la nomina a tennista dell'anno della BIG Ten.

### 2016-2018, inizi tra i professionisti e primo titolo ITF
Nell'aprile 2016 gioca per la prima volta tra i professionisti con una wild card in singolare e viene sconfitto al primo turno nel torneo ITF Futures U.S.A. F13. In agosto debutta nel tabellone principale di doppio agli US Open assieme a John Mcnally e vengono battuti in due set da Chris Guccione e André Sá, mentre in singolare perde al primo turno di qualificazione. Disputa il suo primo torneo Challenger in settembre a Columbus, vince il primo incontro da professionista in doppio, ancora con Mcnally, ed esce di nuovo al primo turno in singolare. Rientra nel circuito nell'agosto 2017 e con una nuova wild card viene sconfitto al primo turno di qualificazione degli US Open contro John-Patrick Smith. A settembre vince il suo primo incontro in singolare al Challenger di Columbus e il 22 ottobre si aggiudica il primo titolo Futures vincendo il torneo di singolare all'U.S.A. F34 di Harlingen.
Nella prima parte del 2018 non ottiene risultati di rilievo e in agosto prende parte con una qild card alle qualificazioni del Masters 1000 di Cincinnati, supera al primo turno il nº 86 ATP Jozef Kovalik, cogliendo il primo successo in carriera contro un top 100; e perde al turno successivo contro Marius Copil. Inizia a giocare quasi esclusivamente in singolare e a ottobre raggiunge i quarti di finale al Fairfield Challenger.

### 2019, primi titoli Challenger e top 200
Il primo titolo Challenger arriva nel gennaio 2019 a Columbus, dove batte in finale Mikael Torpegaard. In marzo esce nelle qualificazioni al Masters di Indian Wells e subisce identica sorte in agosto al Masters di Cincinnati – dove sconfigge Aleksandr Bublik e cede al secondo turno – e agli US Open. Il mese dopo perde la finale al Columbus Challenger III contro Peter Polansky e all'ultimo torneo stagionale conquista il titolo al Challenger di Champaign, sconfiggendo in tre set Sebastian Korda dopo un incontro equilibrato; a fine torneo entra per la prima volta nella top 200 del ranking ATP.

### 2020, due titoli Challenger, terzo turno agli US Open, 120º nel ranking, infortunio e operazioni

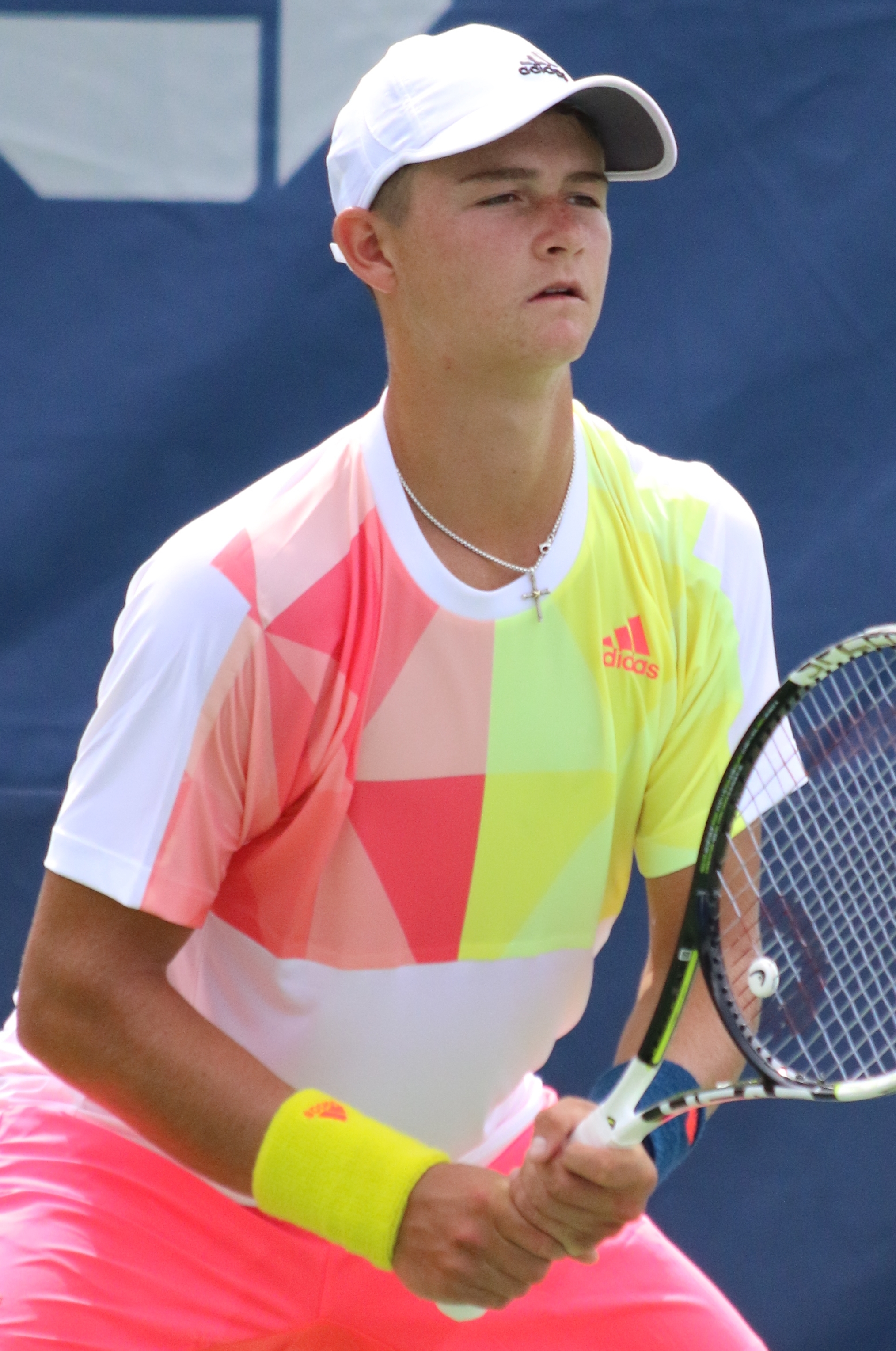
Wolf nel 2016

Nel gennaio 2020 vince il Challenger di Noumea battendo in finale Yūichi Sugita. Sempre a Columbus vince il quarto titolo Challenger battendo in finale Denis Istomin ed entra nella top 150 del ranking ATP. Dopo la pausa del tennis mondiale per la pandemia di COVID-19 per la prima volta in carriera supera le qualificazioni di un torneo ATP al Masters 1000 di Cincinnati con i successi su Jahor Herasimaŭ e Jaume Munar, al primo turno cede in due set a Richard Gasquet. Entra con una wild card nel tabellone principale degli US Open e ottiene la prima vittoria nel circuito maggiore battendo in 4 set il nº 36 ATP Guido Pella, sconfigge quindi Roberto Carballés Baena e al terzo turno viene eliminato da Daniil Medvedev. A fine torneo si trova in 120ª posizione della classifica ATP, nuovo best ranking. Non supera le qualificazioni alla sua prima esperienza al Roland Garros. Si qualifica invece a San Pietroburgo ed esce al primo turno per mano di Milos Raonic. Chiude la stagione in novembre agli Internazionali di Tennis Città di Parma, ritirandosi durante l'incontro di primo turno per problemi inguinali. L'infortunio si rivela più grave del previsto ed entro fine anno si deve sottoporre a due operazioni.

### 2021, lunga riabilitazione e rientro, un titolo Challenger
Affronta un lungo percorso di riabilitazione e rientra nel circuito a luglio inoltrato del 2021, più di otto mesi dopo l'infortunio di Parma; grazie ai provvedimenti per tutelare i tennisti nel periodo della pandemia, riprende con il nº 151 del ranking e viene eliminato al primo turno dell'ATP 250 di Los Cabos da Brandon Nakashima. Nei successivi cinque tornei vince solo due incontri al primo turno delle qualificazioni di Washington e degli US Open. Torna a mettersi in luce al Columbus Challenger, dove arriva in semifinale battendo nei quarti il nº 102 ATP Tennys Sandgren e viene eliminato da Stefan Kozlov. A fine ottobre si prende la rivincita su Kozlov sconfiggendolo per 6-4, 6-4 nella finale del Las Vegas Tennis Open e chiude la stagione con la disputa di due semifinali Challenger.

### 2022, prima finale ATP e 56º nel ranking
All'inizio del 2022 non consegue buoni risultati e a gennaio esce dalla top 200. Si sblocca a fine febbraio superando le qualificazioni all'ATP 500 di Acapulco e raggiunge il secondo turno con il successo sul nº 24 del mondo Lorenzo Sonego. Al secondo turno di Indian Wells viene sconfitto al tie-break decisivo dal nº 15 del ranking Roberto Bautista Agut dopo aver eliminato Hugo Gaston. Rientra nella top 200 arrivando in semifinale al Challenger 125 di Phoenix. Esce al secondo turno anche al Miami Masters – sconfitto dal nº 5 del mondo Stefanos Tsitsipas dopo aver vinto il secondo set – e sulla terra di Houston, dove elimina Jenson Brooksby e perde contro Gijs Brouwer. Nel periodo successivo consegue buoni risultati nei Challenger e il 1º agosto entra per la prima volta nella top 100, in 99ª posizione.
All'ATP 500 di Washington si spinge per la prima volta fino ai quarti di finale in un torneo del circuito maggiore grazie ai successi su Tarō Daniel e sui top 30 Denis Shapovalov e Holger Rune, e raccoglie solo 5 giochi contro il nº 8 del mondo Andrej Rublëv. Entra nel tabellone degli US Open con una wild-card, supera all'esordio il nº 18 ATP Bautista Agut con un triplo 6-4 e accede al terzo turno con il successo su Alejandro Tabilo. A ottobre raggiunge la prima finale in un torneo del circuito maggiore nella prima edizione dell'ATP 250 di Firenze, supera nell'ordine Francesco Maestrelli, il nº 33 del ranking Maxime Cressy, Aleksandr Bublik e in semifinale Mikael Ymer; nell'incontro che assegna il titolo viene sconfitto per 4-6, 4-6 dal nº 13 del mondo Félix Auger-Aliassime, e a fine torneo porta il best ranking alla 56ª posizione.

### 2023, quarto turno agli Australian Open e top 40
Raggiunge per la prima volta il quarto turno in una prova del Grande Slam agli Australian Open 2023, elimina tra gli altri Diego Schwartzman e cede in 5 set a Ben Shelton. Continua a migliorare il best ranking e raggiunge la 39ª posizione dopo la semifinale disputata a Dallas, che perde contro John Isner dopo aver eliminato nei quarti il nº 14 ATP Frances Tiafoe. Si prende due settimane di pausa dopo l'eliminazione nei quarti a Houston. Rientrato per la trasferta europea, agli Internazionali d'Italia raggiunge per la prima volta il terzo turno in un Masters 1000 sconfiggendo il nº 15 ATP Hubert Hurkacz ed esce di scena per mano di Alexander Zverev. Sconfitto al primo turno al suo primo Roland Garros, si spinge fino ai quarti all'Eastbourne International e, per la prima volta, al secondo turno a Wimbledon.
Inizia la trasferta estiva americana raggiungendo la semifinale all'Atlanta Open e cede in due set a Taylor Fritz, mentre esce di scena nei quarti al successivo Washington Open per mano di Tallon Griekspoor. Arrivano quindi le sconfitte al primo turno nei Masters 1000 di Toronto e Cincinnati e soprattutto quella agli US Open, dove rimonta i primi due set vinti da Zhang Zhizhen e viene sconfitto al quinto. Raggiunge il terzo turno allo Shanghai Masters con i successi su Cameron Norrie e Matteo Arnaldi e raccoglie solo tre giochi contro Ugo Humbert. L'ultimo risultato stagionale di rilievo è la vittoria allo Stockholm Open contro Sebastian Baez e viene eliminato al secondo turno.

### 2024, discesa nel ranking
Al primo turno degli Australian Open 2024 si ritira nel quinto set del match contro Baez. Vince il primo incontro stagionale in un tabellone ATP ad aprile a Houston, viene sconfitto al secondo turno ed esce dalla top 100. Nei tornei Challenger non va oltre i quarti di finale, mentre entra nei tabelloni dei primi tre tornei stagionali del Grande Slam e non supera il primo turno. Vince il secondo match ATP del 2024 al Washington Open, viene eliminato nelle qualificazioni agli US Open, a ottobre esce anche dalla top 200.

## Statistiche
Aggiornate al 14 ottobre 2024.

### Singolare

#### Finali perse (1)
| Legenda              |
| Grande Slam (0)      |
| ATP Finals (0)       |
| ATP Masters 1000 (0) |
| ATP Tour 500 (0)     |
| ATP Tour 250 (1)     |

| N. | Data            | Torneo                | Superficie  | Avversario in finale  | Punteggio |
| 1. | 16 ottobre 2022 | Firenze Open, Firenze | Cemento (i) | Félix Auger-Aliassime | 4-6, 4-6  |

### Tornei minori

#### Singolare

##### Vittorie (6)
| Legenda tornei minori |
| Challenger (5)        |
| Futures (1)           |

| N. | Data             | Torneo                                      | Superficie  | Avversario in finale | Punteggio           |
| 1. | 22 ottobre 2017  | USA F34, Harlingen                          | Cemento     | Evan Zhu             | 6(1)-7, 6-1, 6-2    |
| 2. | 13 gennaio 2019  | Columbus Challenger, Columbus               | Cemento (i) | Mikael Torpegaard    | 6(4)-7, 6-3, 6-4    |
| 3. | 17 novembre 2019 | JSM Challenger, Champaign                   | Cemento (i) | Sebastian Korda      | 6-4, 6(3)-7, 7-6(6) |
| 4. | 12 gennaio 2020  | Internationaux de Nouvelle-Calédonie, Numea | Cemento     | Yūichi Sugita        | 6-2, 6-2            |
| 5. | 1 marzo 2020     | Columbus Challenger, Columbus               | Cemento (i) | Denis Istomin        | 6-4, 6-2            |
| 6. | 31 ottobre 2021  | Las Vegas Tennis Open, Las Vegas            | Cemento     | Stefan Kozlov        | 6-4, 6-4            |

##### Finali perse (1)
| Legenda tornei minori |
| Challenger (1)        |
| Futures (0)           |

| N. | Data              | Torneo                        | Superficie  | Avversario in finale | Punteggio   |
| 1. | 22 settembre 2019 | Columbus Challenger, Columbus | Cemento (i) | Peter Polansky       | 3-6, 6(4)-7 |